# ニコリナ・イェリッチ
ニコリナ・イェリッチ（Nikolina Jelić、1991年11月9日 - ）は、クロアチアの女子バレーボール選手。元クロアチア代表。

## 来歴
1991年、クロアチアのザグレブ出身。2006年、Mladost Zagrebに入団し、プロとしてのキャリアをスタートさせる。2013年にクロアチア代表に初選出される。2014年のワールドグランプリ、世界選手権に出場した。

## 球歴
- 世界選手権 - 2014年
- ワールドグランプリ - 2014年、2015年

## 所属クラブ
- Mladost Zagreb（2006-2012年）
- SC Potsdam（2012-2014年）
- VfB 91 Suhl（2014-2015年）
- KS Developres Rzeszów（2015-2016年）
- Clendy Aversa（2016年）
- Charleroi Volley（2017-2018年）